# 卡贊卡河
卡贊卡河是俄羅斯的河流，位於韃靼斯坦共和國，屬於伏爾加河的左支流，河道全長142公里，流域面積2,600平方公里，流入喀山的古比雪夫水庫。
56°05′N 49°53′E / 56.083°N 49.883°E